# Stegazopteryx
Stegazopteryx is een geslacht van kevers uit de familie van de loopkevers (Carabidae). De wetenschappelijke naam van het geslacht is voor het eerst geldig gepubliceerd in 2004 door Will.

## Soorten
Het geslacht Stegazopteryx is monotypisch en omvat slechts de volgende soort:
- Stegazopteryx ivimkaensis Will, 2004